# Tomás Rojas (Boxer)
Tomás Rojas Gómez (* 12. Juni 1980 in Veracruz, Mexiko) ist ein mexikanischer Boxer im Superfliegengewicht.

## Profikarriere
1996 begann Rojas seine Profikarriere. Am 20. September 2010 boxte er gegen Kōhei Kōno um den Weltmeistertitel des Verbandes WBC und siegte durch einstimmige Punktrichterentscheidung. Diesen Titel verteidigte er insgesamt zweimal und verlor ihn im August des darauffolgenden Jahres an Suriyan Sor Rungvisai nach Punkten.